# Imposto regressivo
Um imposto regressivo é um imposto cobrado de tal forma que a taxa de imposto diminui à medida que o montante sujeito a tributação aumenta. “Regressivo” descreve um efeito de distribuição sobre o rendimento ou a despesa, referindo-se à forma como a taxa progride de alta para baixa, de modo que a taxa média de imposto excede a taxa marginal de imposto.
A regressividade de um imposto específico também pode levar em consideração a propensão dos contribuintes de se envolverem na atividade tributada em relação aos seus recursos (a demografia da base tributária). Por outras palavras, se a atividade tributada tiver mais probabilidades de ser realizada pelos pobres e menos probabilidades de ser realizada pelos ricos, o imposto pode ser considerado regressivo.